# ピルマゼンス

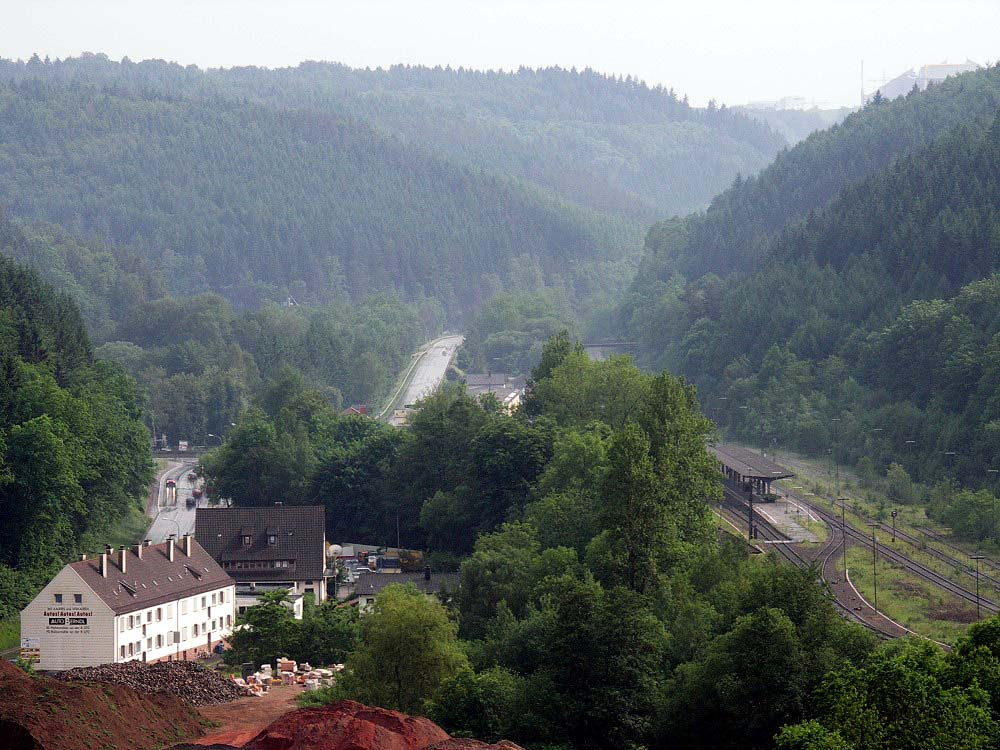
ピルマゼンス北駅（右）と街の風景

ピルマゼンス（Pirmasens）はドイツ連邦共和国の都市。ラインラント＝プファルツ州に属する。人口は約4万3千人（2005年）。靴の生産で知られる。

## 地勢・産業
19世紀以来、靴の生産で知られている。街には靴職人になるための専門学校もあり、定期的に靴の見本市が開催される。フランスのアルザス地方に近く国境までは10キロ程度。近隣の都市としては、約30キロ北のカイザースラウテルン、45キロ西のザールブリュッケンなどが挙げられる。

## 歴史
860年、史料上でピルマゼンスの存在が確認されている。1763年に都市特権を獲得した。フランス革命戦争の勃発にともない、1793年よりフランス領となり、1815年までその統治は続いた。20世紀初頭のダダ運動で活躍したフーゴ・バルは、このピルマゼンスで生まれている。第二次世界大戦に際して、連合国からの激しい空爆を受けた。

## スポーツ
FKピルマゼンスが、ピルマゼンスを本拠地とするサッカークラブであり、2006年にレギオナルリーガ（3部）へ昇格を決めた。

ピルマゼンス - Pirmasens
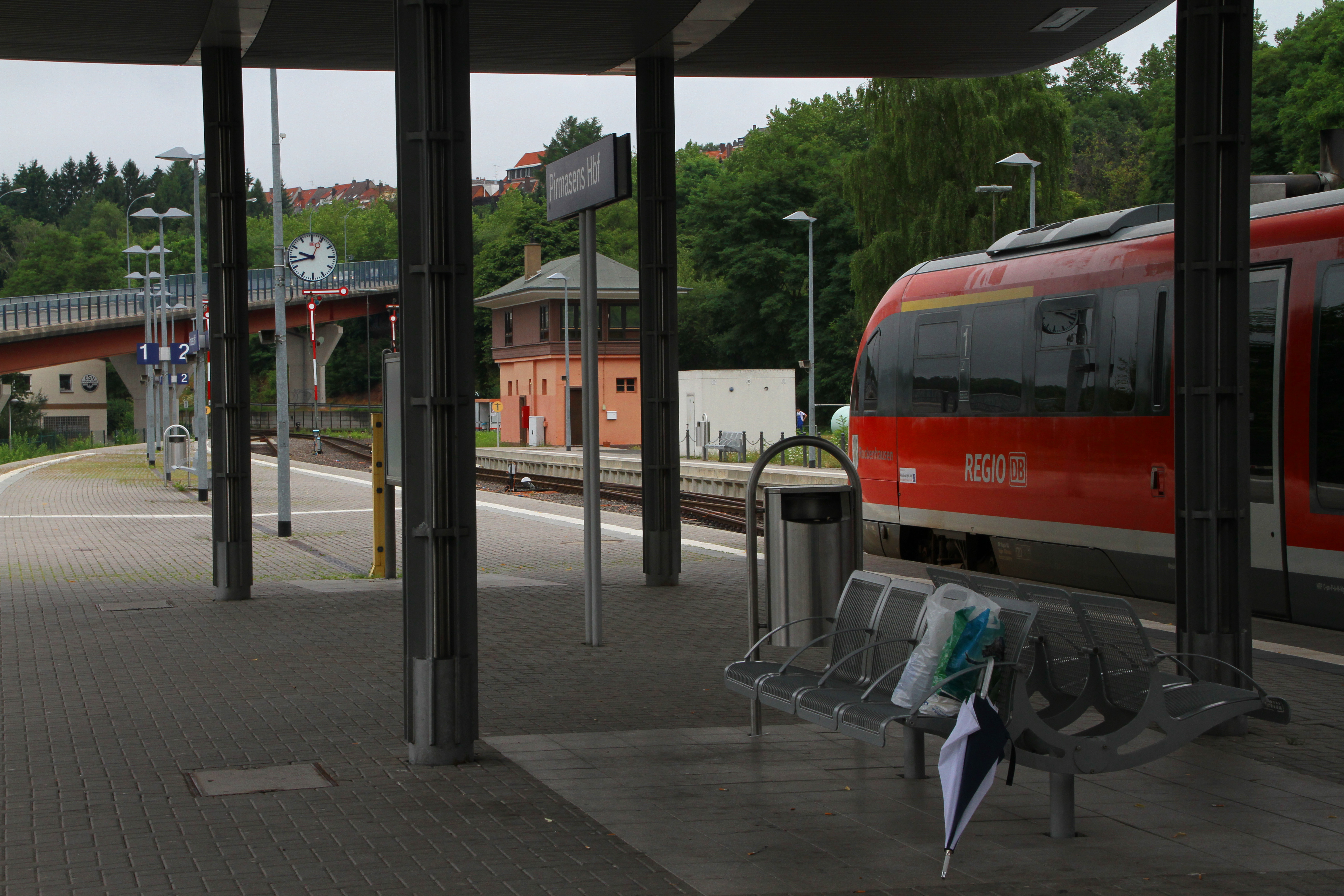
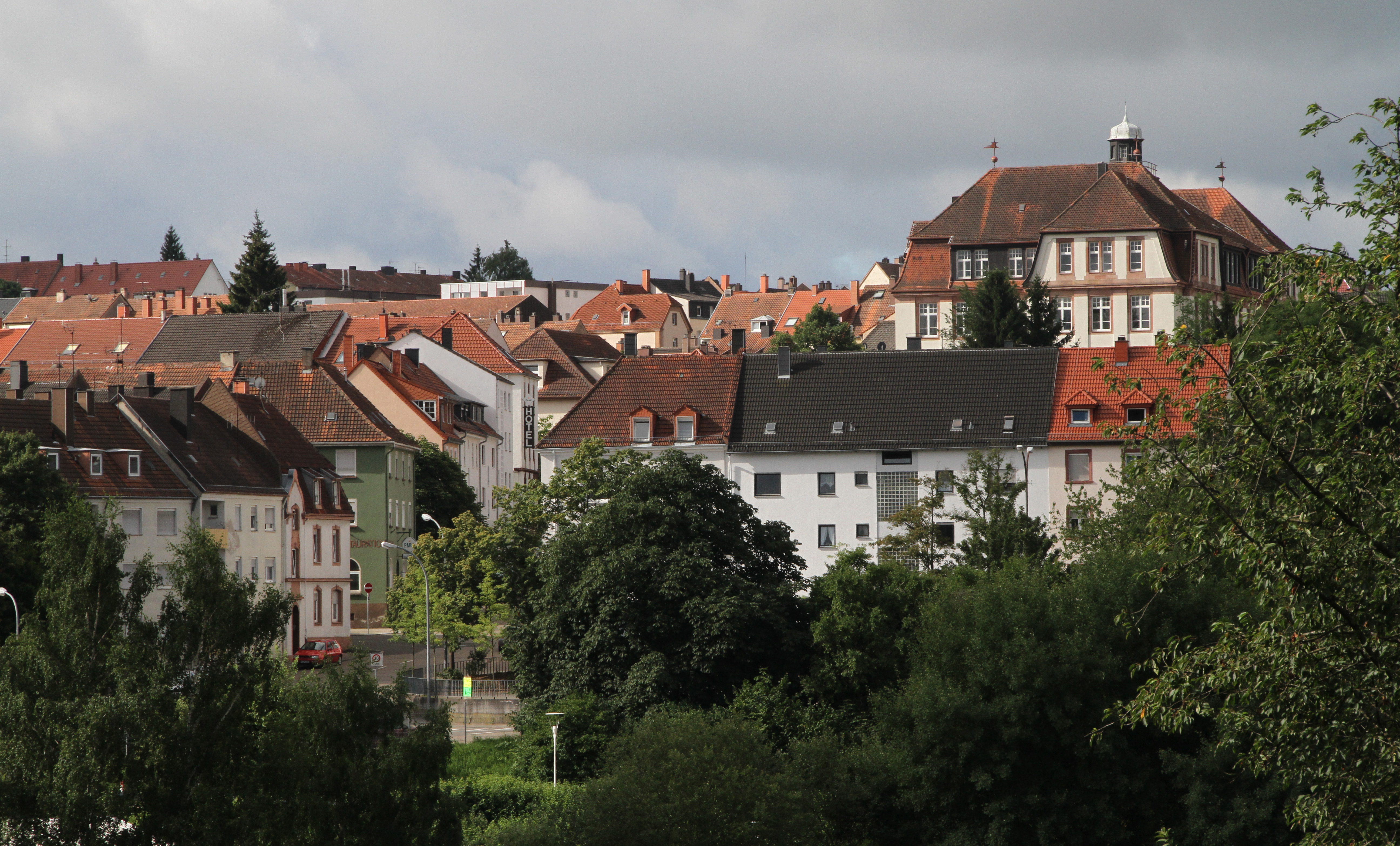
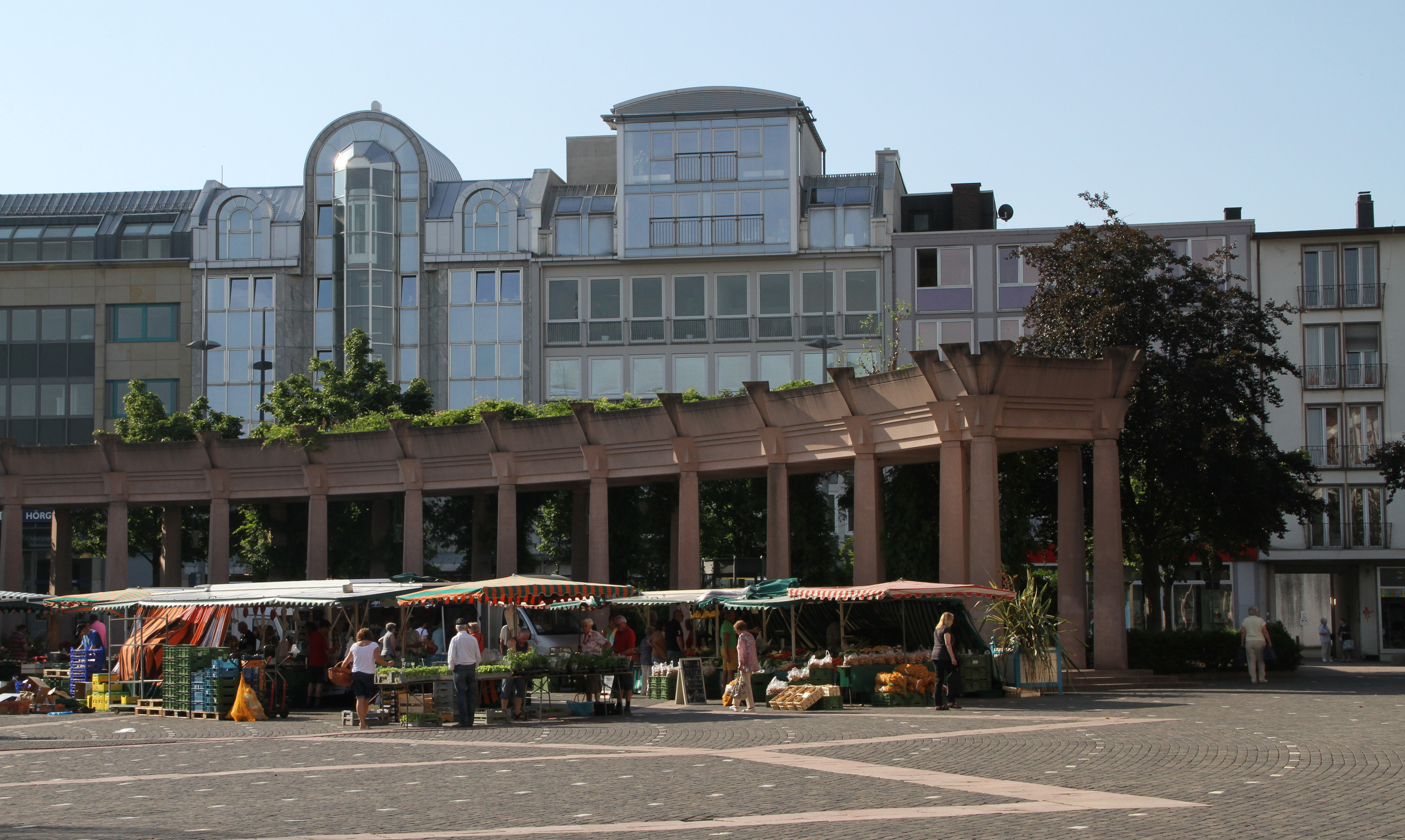
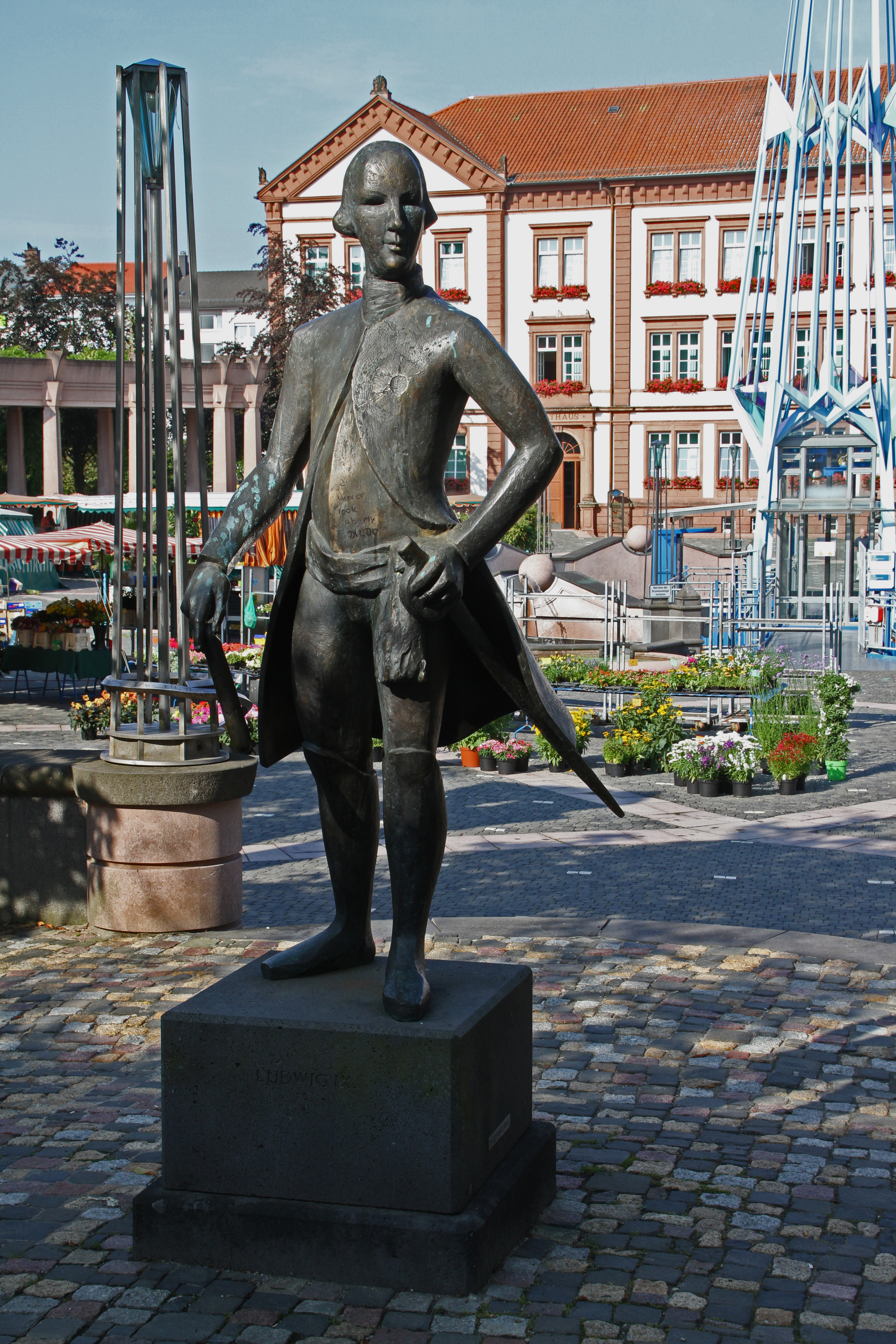
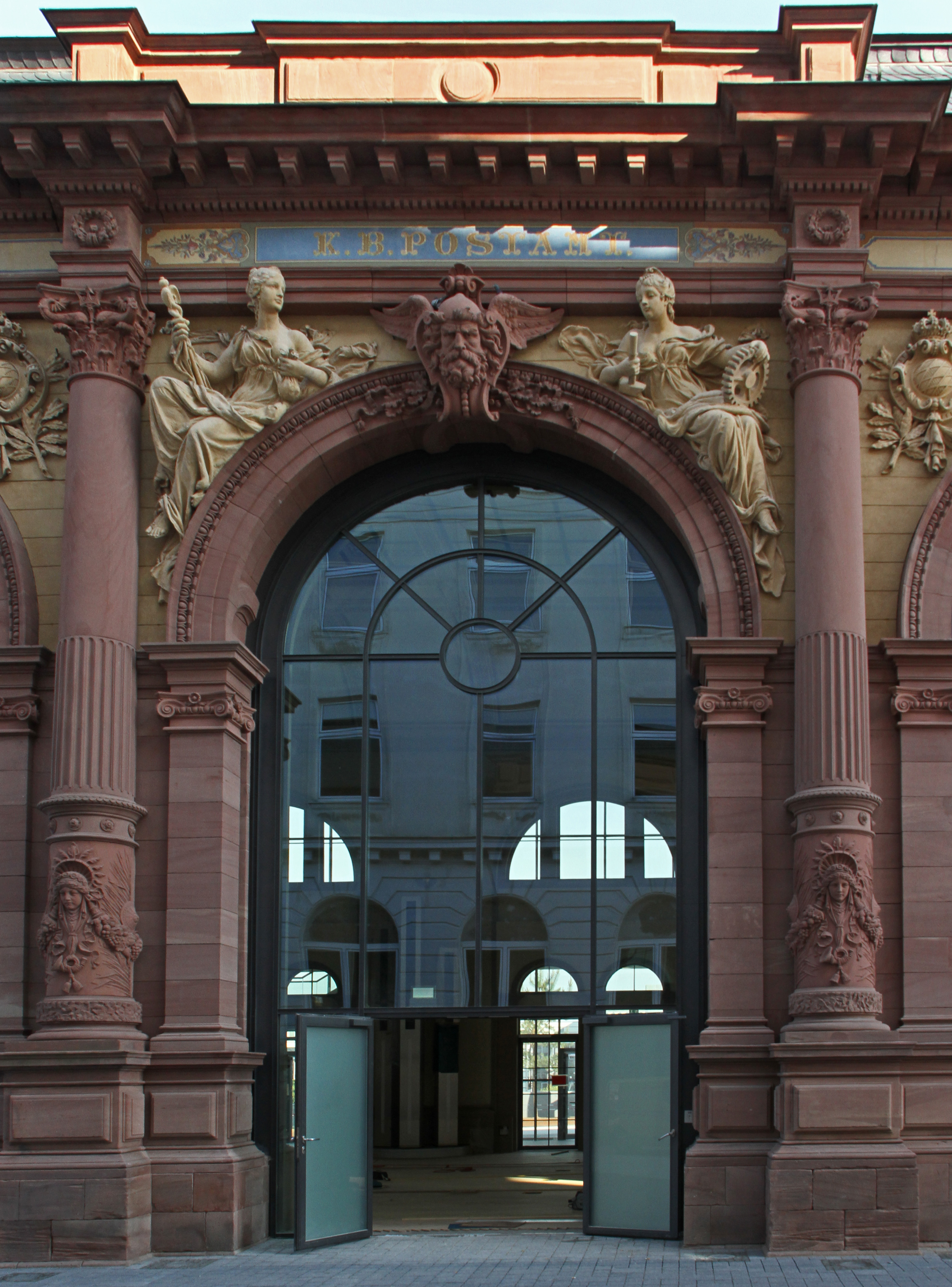
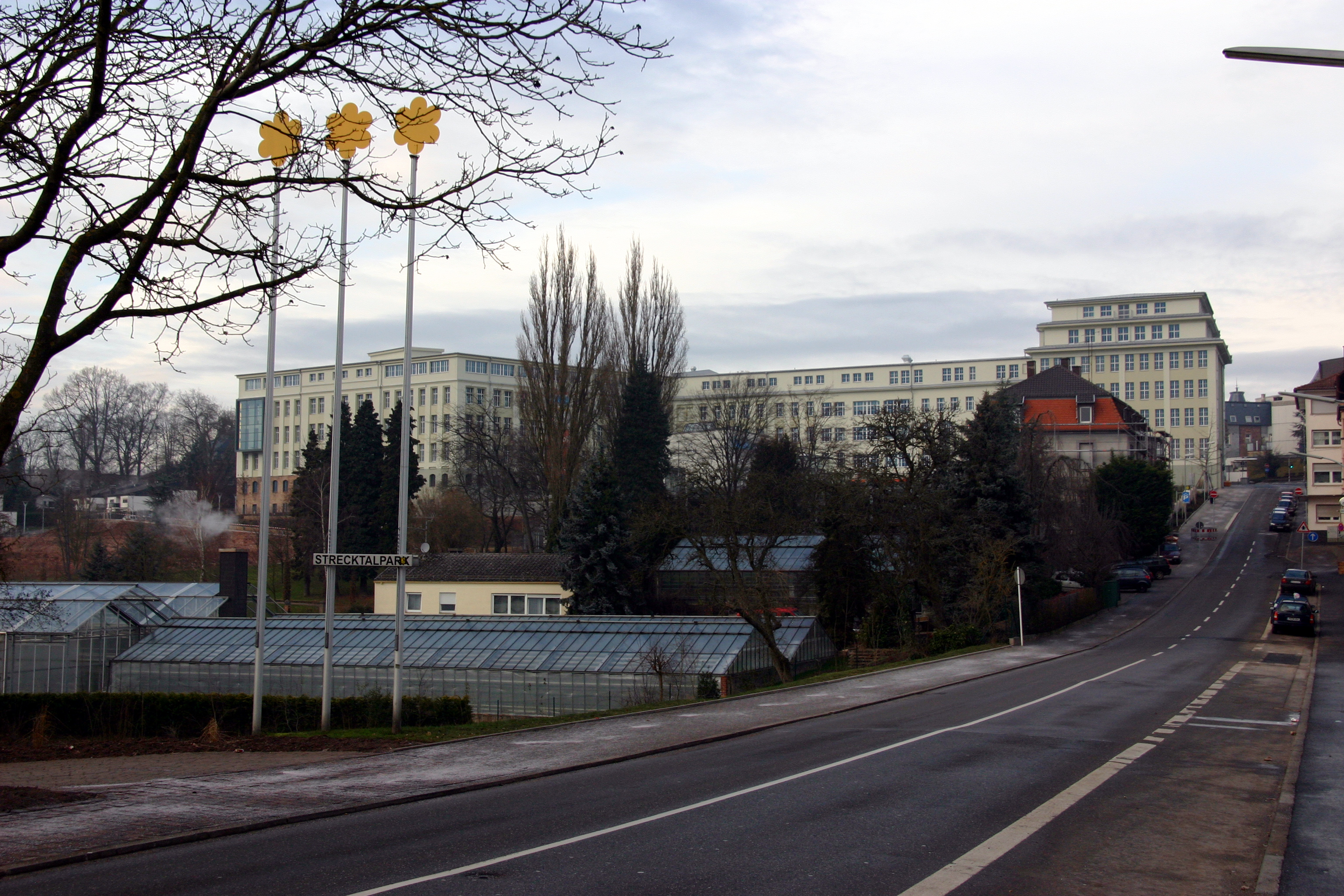
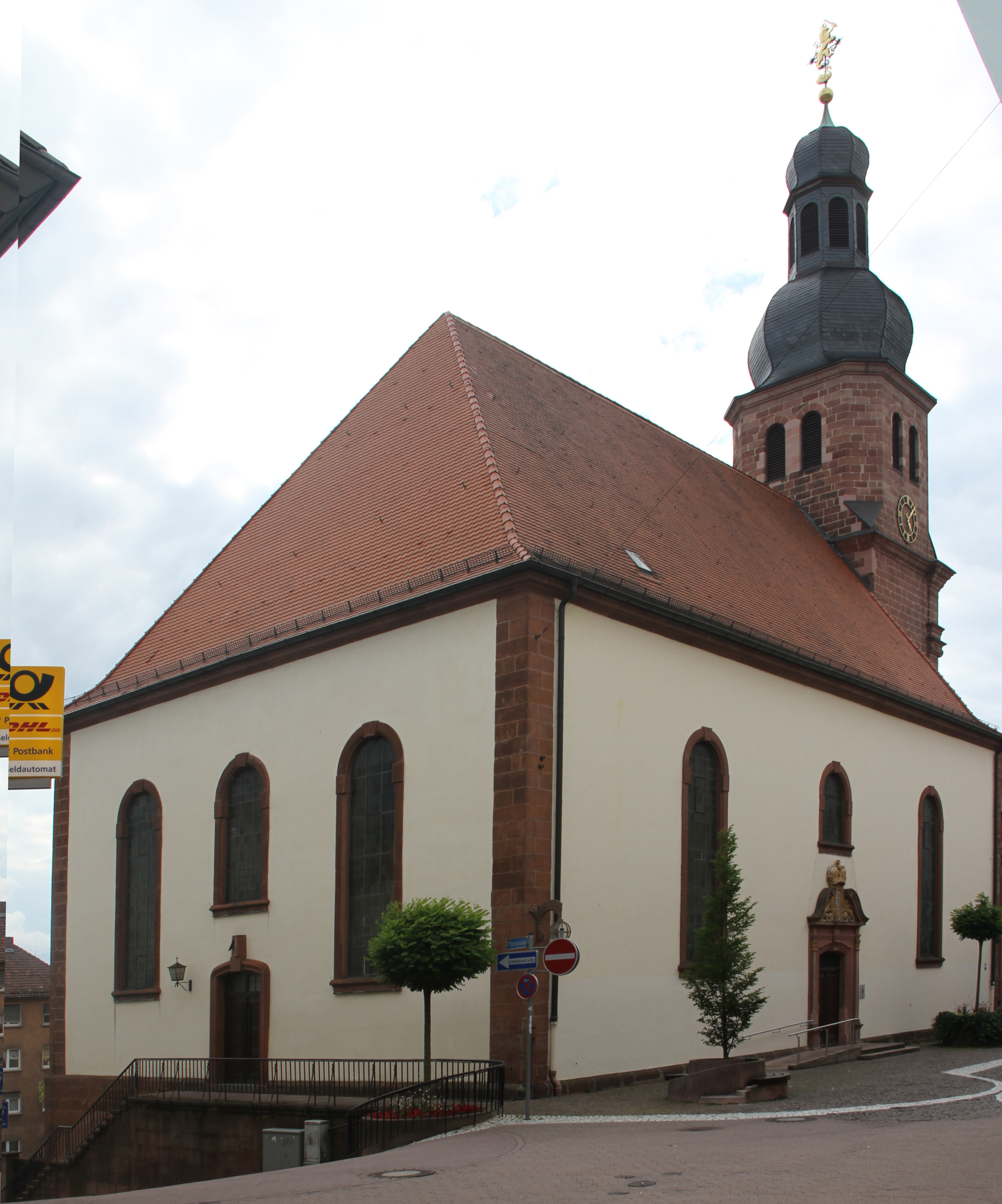
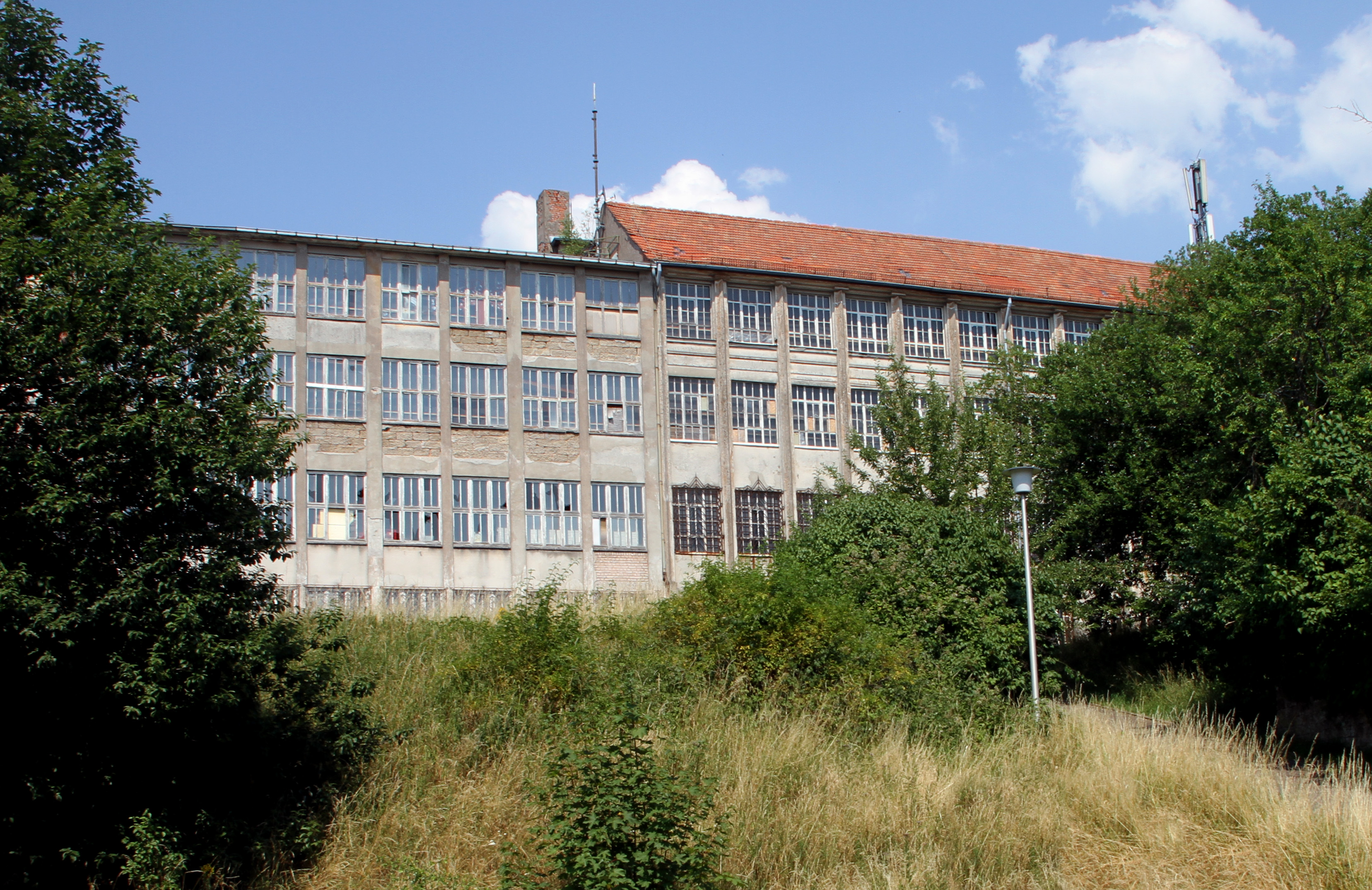
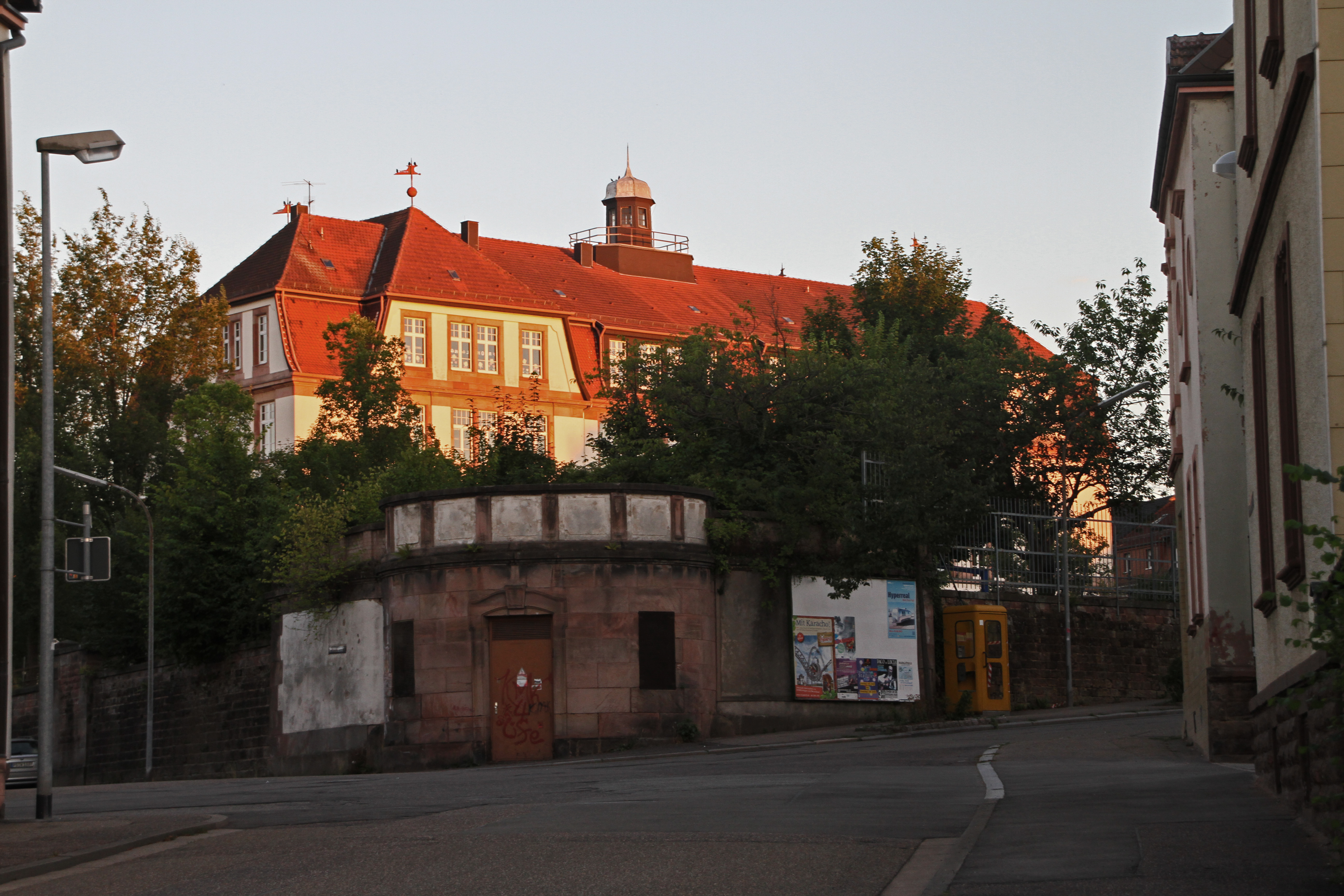
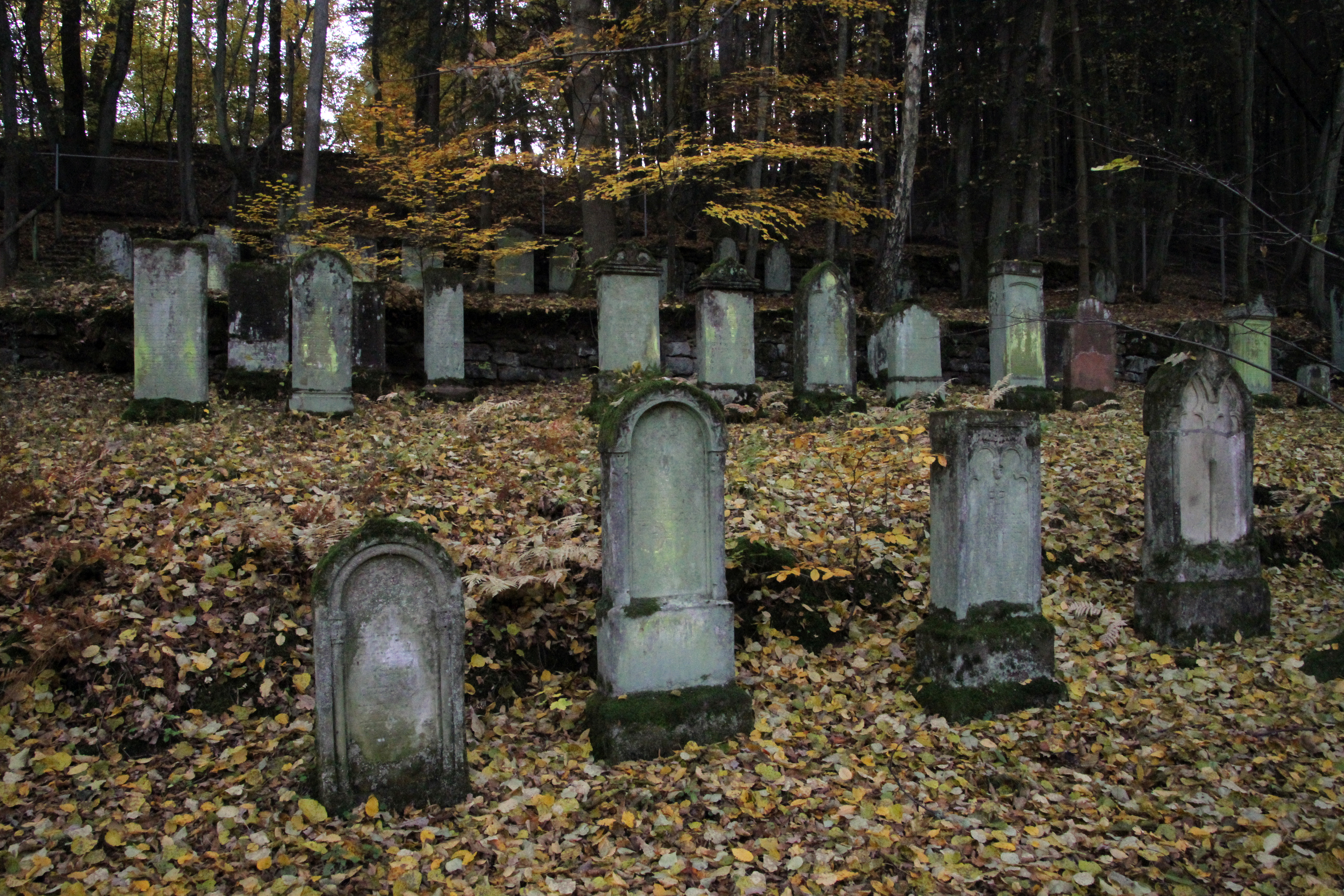

## 引用
1. ↑  Statistisches Landesamt Rheinland-Pfalz – Bevölkerungsstand 31. Dezember 2023, Landkreise, Gemeinden, Verbandsgemeinden